# Алексич, Велько
Велько Йефта Алексич (сербохорв. Veljko Jefta Aleksić, серб. Вељко Јефта Алексић; 15 апреля 1913, Подврш — 13 июня 1943, Дурев) — югославский черногорский партизан Второй мировой войны, Народный герой Югославии.

## Биография
Велько Алексич родился 15 апреля 1913 в селе Подврше, близ Никшича, в бедной крестьянской семье. В возрасте 20 лет он устроился работать лесорубом в Сараево, где впервые познакомился с молодёжным рабочим движением. По возвращении в родное село стал развивать идеи коммунизма, став одним из самых активных членов черногорских комитетов Коммунистической партии Югославии (в рядах партии с 1940 года).
После оккупации Югославии немцами в 1941 году вместе с другими коммунистами Велько стал готовить вооружённое выступление и набирать добровольцев для начала войны против немцев. В мае 1941 года он организовал первую диверсию, устроив подрыв железной дороги Ластва-Билеча, аналогичный взрыв он провёл и на дороге Требинье-Билеча (близ Рожины).
В ходе первого боя при Рожине отряд Велько уничтожил (частично захватил в плен) суммарно около 130 солдат усташских вооружённых формирований, захватив огромное количество стрелкового оружия и 105-мм пушку-гаубицу. В битве при Стражиште партизаны Велько Алексича сумели также уничтожить несколько итальянских гарнизонов, захватив пленными либо убив около 30 итальянцев. Алексич проявлял редкостное бесстрашие в боях.
В новосформированном Банийско-Вучедольском ударном батальоне Велько занимал должность заместителя политрука. На территории Билечского и Никшичского районов его батальон вёл успешные боевые действия против итальянцев, усташей и чётников, и Алексич вносил свой ценный вклад в победы. В боях за Плевлю, Паник и другие города партизаны Велько проявляли недюжинную храбрость. В мае 1942 года Велько вместе с Петаром Драпшиным, будущим Народным героем Югославии, участвовал в боях в окружении на линии Зеленгора-Врбница, которые завершились успешным прорывом партизан из хорватско-немецкого кольца окружения.
В январе 1943 года во время боёв за Жепчу Велько в составе 5-й черногорской бригады в течение 10 часов вёл оборонительные бои, пытаясь уничтожить вражеский бронепоезд, который вёл обстрел Жепчи и пытался подвести подкрепления. Аналогичные подвиги Алексич совершал и в боях за Прозор и Конич, на территории всей Боснии и Герцеговины.
13 июня 1943 Велько Алексич, командуя 1-й ротой 1-го батальона 5-й черногорской пролетарской ударной бригады, погиб на Дуреве в ходе Битвы на Сутьеске. Звание Народного героя ему присвоено посмертно указом Президиума Народной скупщины ФНРЮ 20 декабря 1951.